# Iratoșu
Iratoșu é uma comuna romena localizada no distrito de Arad, na região histórica da Transilvânia. A comuna possui uma área de 37.70 km² e sua população era de 2327 habitantes segundo o censo de 2007.